# Eric Heisserer

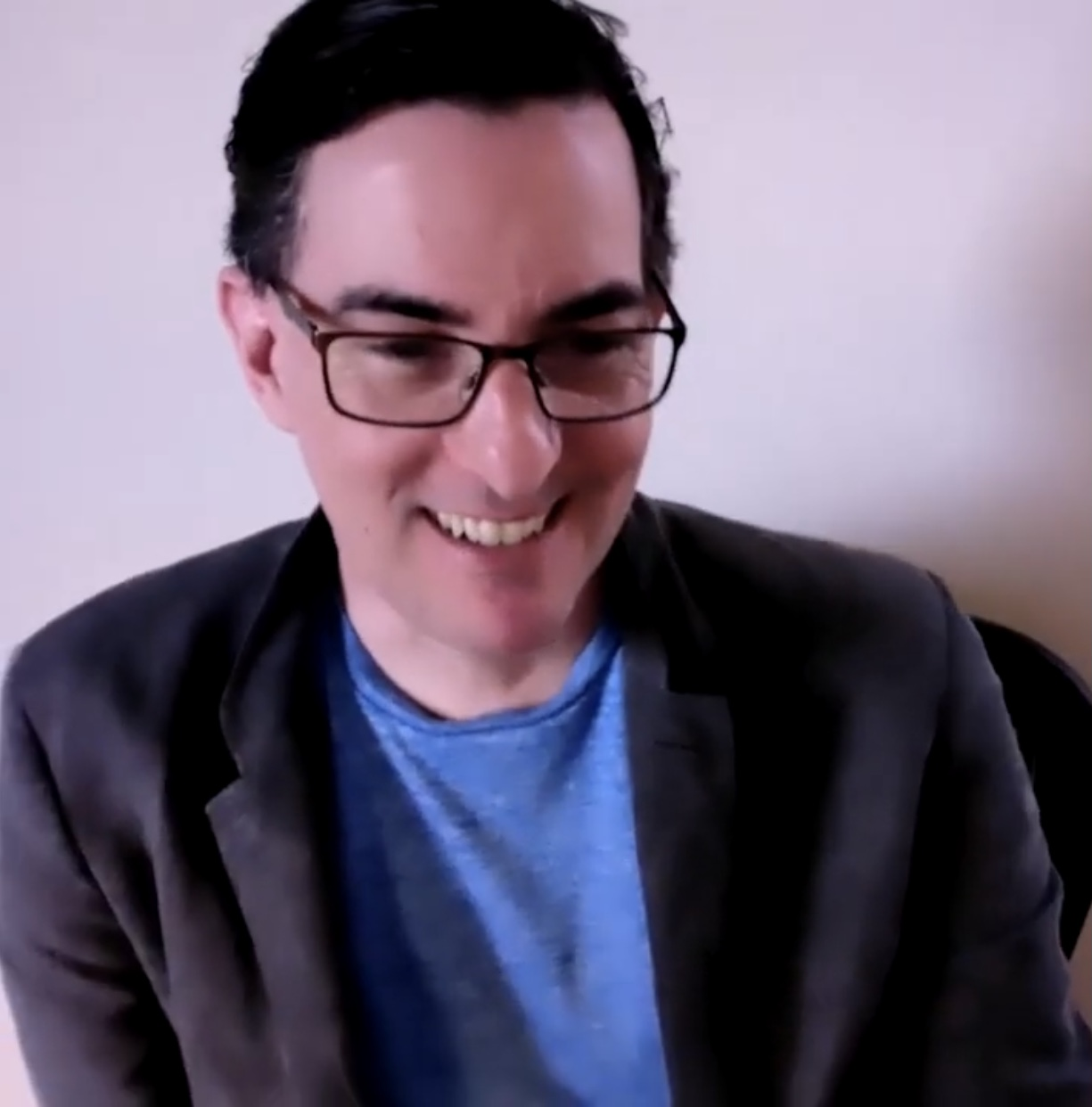
Eric Heisserer

Eric Heisserer (* 1970) ist ein US-amerikanischer Drehbuchautor, Filmproduzent und Filmregisseur.

## Leben
Eric Heisserers Karriere im Filmgeschäft begann im Jahr 2000. In diesem Jahr konnte er sein Drehbuch The Dionaea House an Warner Bros. verkaufen. 2008 wurde er angeheuert, um das Drehbuch zu A Nightmare on Elm Street, einem Reboot der populären Nightmare-Reihe um den Psychopathen Freddy Krueger, zu überarbeiten. Der erste Entwurf stammte von Wesley Strick.
Anschließend überarbeitete er das Drehbuch zu The Thing (2011), einem Prequel zu John Carpenters Klassiker Das Ding aus einer anderen Welt von 1982. Es folgte das Drehbuch zu Final Destination 5. 2013 führte er erstmals Regie beim Film Hours – Wettlauf gegen die Zeit mit Paul Walker. Auch hier hatte er das Drehbuch geschrieben.
2013 schrieb er das Drehbuch zum Roman Bird Box – Schließe deine Augen von Josh Malerman. Das Drehbuch soll von Andy Muschietti verfilmt werden. Zusammen mit den Brüdern Chad Hayes und Carey Hayes schrieb er das Drehbuch zu Conjuring 2.
Sein Drehbuch zu Arrival wurde für die Oscarverleihung 2017 als Bestes adaptiertes Drehbuch nominiert. Im selben Jahr wurde er in die Academy of Motion Picture Arts and Sciences (AMPAS) aufgenommen, die alljährlich die Oscars vergibt. Für den Film erhielt er 2017 den British Fantasy Award.

## Filmografie
- 2010: A Nightmare on Elm Street
- 2011: Final Destination 5
- 2011: The Thing
- 2013: Hours – Wettlauf gegen die Zeit (Hours) (auch Regie)
- 2016: Conjuring 2 (The Conjuring 2) (Koautor)
- 2016: Lights Out (auch Produzent)
- 2016: Arrival (auch Produzent)
- 2018: Bird Box – Schließe deine Augen (Bird Box)
- 2020: Bloodshot
- 2021: Shadow and Bone – Legenden der Grisha (Shadow and Bone) (auch Produzent)

## Auszeichnungen (Auswahl)
- 2017: Saturn Award in der Kategorie Best Writing für Arrival
- 2017: Nominierung für den Oscar in der Kategorie Bestes adaptiertes Drehbuch für Arrival